# Alejandro Ortiz Ramos
Alejandro Ortiz Ramos, més conegut com a Álex Ortiz, és un exfutbolista andalús. Va nàixer a Sevilla el 25 de setembre de 1985. Ocupava la posició de defensa.

## Trajectòria
Comença al planter del Sevilla FC, jugant als diferents equip fins al Sevilla Atlético. En aquest període també recala al Cerro Águila. Després de passar per l'Alcalá de Guadaira, torna al Sevilla Atlético, al Gimnàstic de Tarragona en la temporada 2012-2013 i a continuació pel Deportivo Alavés.